# غريغوري هوفمان
غريغوري هوفمان هو لاعب هوكي الجليد سويسري، ولد في 13 نوفمبر 1992 في بيال/بيان في سويسرا.

## وصلات خارجية
- غريغوري هوفمان على موقع دوري الهوكي الوطني (الإنجليزية)
- غريغوري هوفمان على موقع EliteProspects.com (الإنجليزية)
- غريغوري هوفمان على موقع Eurohockey.com (الإنجليزية)
- غريغوري هوفمان على موقع HockeyDB.com (الإنجليزية)
- غريغوري هوفمان على موقع Hockey-Reference.com (الإنجليزية)
- غريغوري هوفمان على موقع أوليمبيديا (الإنجليزية)